# 台球桌

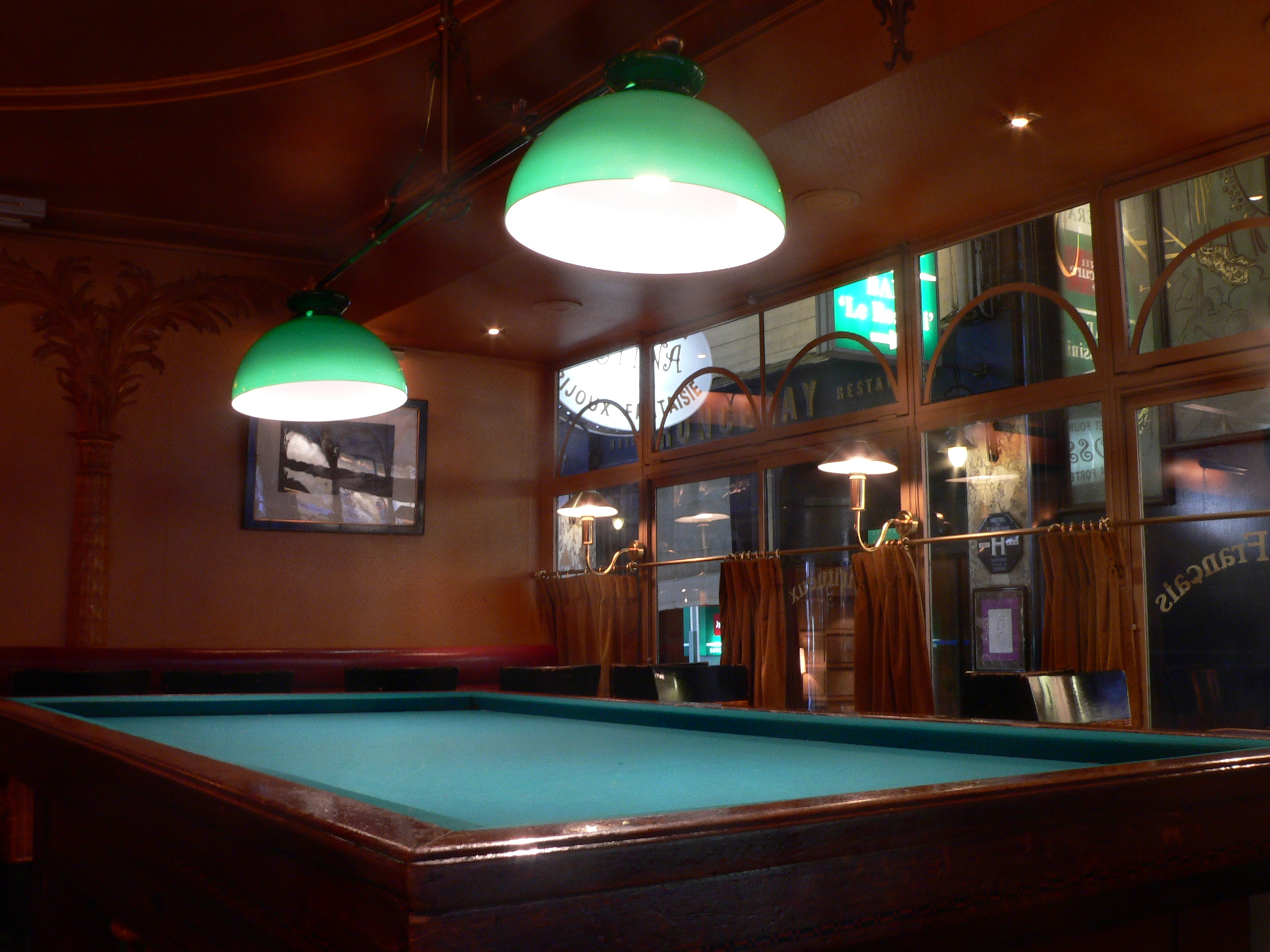
台球桌

台球桌是一種用於撞球遊戲的桌子。目前包括開侖桌、花式撞球桌、俄式撞球桌以及斯诺克台球桌在內的所有台球桌上都有用精纺羊毛织成的布，布的周围有硫化橡胶垫。:115, 238:27